# Rosenthal (Schönsee)
Rosenthal ist ein Ortsteil der Stadt Schönsee im Oberpfälzer Landkreis Schwandorf in Bayern.

## Geografie
Der Weiler Rosenthal liegt an der Staatsstraße 2159 im oberen Drittel des engen Rosenthals, der Durchbruchstrecke der Ascha von der Schönseer Hochfläche zur Gaisthaler Senke.

## Geschichte
Zwischen Muggenthal und Gaisthalerhammer beträgt der Höhenunterschied 100 Meter auf 1,5 Kilometer Länge. Dieses Gefälle der Ascha eignete sich besonders gut zur Anlage von Hämmern, Glasschleifen und anderen Betrieben, die die Wasserkraft nutzten.
Schon 1813 gründete der letzte Winklarner Herrschaftsrichter Heinrich Gareis hier Werke, die als Ober- und Unterrosenthal bezeichnet wurden.
Aschaabwärts stand die Glasschleife Wilhelmsthal.
Die Nürnberger Fabrikanten Karl und Hermann Müller kauften 1844 die Gareisschen Grundstücke Ober- und Unterrosenthal.
Sie beantragten 1851 die Genehmigung, zwischen Unterrosenthal und Wilhelmsthal zusätzlich drei Schleifwerke, zwei Polierwerke und eine Schneidsäge bauen zu dürfen.
Die Werkanlagen Wilhelmsthal 3 und 4 wurden 1852 gebaut.
Es gab nun zehn Glasschleifen im Rosenthal.
Der jüdische Großkaufmann Moses Isaak Büchenbacher aus Fürth kaufte 1865 den gesamten Müllerschen Besitz.
Sein Nachfolger war Leopold Büchenbacher.
In den Händen der Firma Büchenbacher blühten die Betriebe im Rosenthal auf.
Die Glasschleifen wurden zuerst von böhmischen Glashütten beliefert, später aus Furth im Wald, Weiden und Fürth.
Ihr Transportaufkommen betrug in den 80er Jahren des 19. Jahrhunderts 30000 Zentner jährlich.
Zunächst musste alles Glas auf Fuhrwerken transportiert werden.
Erst 1913 verbesserten sich die Transportverhältnisse durch die Fertigstellung der Eisenbahnstrecke Nabburg–Schönsee.
Zum Stichtag 23. März 1913 (Osterfest) war Rosenthal Teil der Expositur Gaisthal und hatte 8 Häuser, 4 Glasschleifen und 83 Einwohner.
1933 emigrierte Leopold Büchenbacher in die USA, nachdem er – gezwungen durch das judenfeindliche faschistische Regime – seinen Besitz billig an oberpfälzer Einheimische verkauft hatte.
Damit begann der Niedergang dieses einst blühenden Industriezweiges.
Heute (2013) sind kaum noch Spuren der einstigen Fabriken zu finden.
1969 gehörte Rosenthal noch zu Gaisthal und wurde am 1. Januar 1975 zusammen mit Gaisthal in die Stadt Schönsee eingegliedert.
Am 31. Dezember 1990 hatte Rosenthal 6 Einwohner und gehörte zur Expositur Gaisthal.
Die Wasserkraft der Ascha wird in Rosenthal zur Stromerzeugung genutzt. 

## Kultur und Sehenswürdigkeiten
Durch das Rosenthal zieht sich auf der ehemaligen Bahntrasse der Eisenbahnstrecke Nabburg – Schönsee ein Rad- und Wanderweg auf dem im Winter eine Langlaufloipe gespurt wird.
Er führt durch ein besonders eindrucksvolles Durchbruchstal der Ascha.
Dieser Radweg ist Teil des Bayerisch-Böhmischen Freundschaftsweges.
An ihm befinden sich die wenigen gebliebenen alten Gebäude der Glasschleifen und zahlreiche markante Felsbildungen.
Trotz zahlreicher Proteste aus der Bevölkerung sollen die Schönheiten dieses Tales nun (2013) durch den Bau einer breiten Straße zerstört werden.

### Bildergalerie

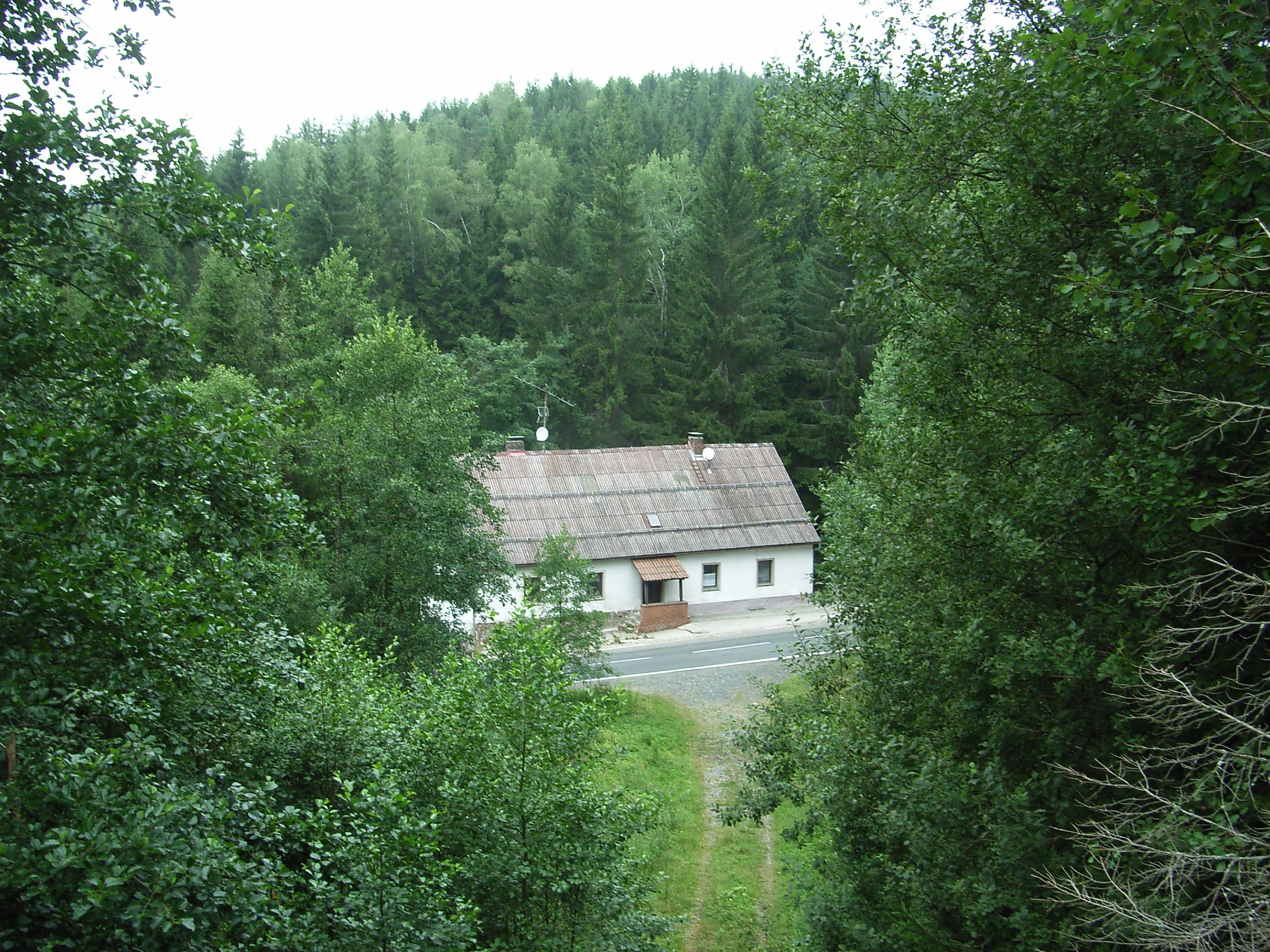
Rosenthal ehemalige Glasschleife
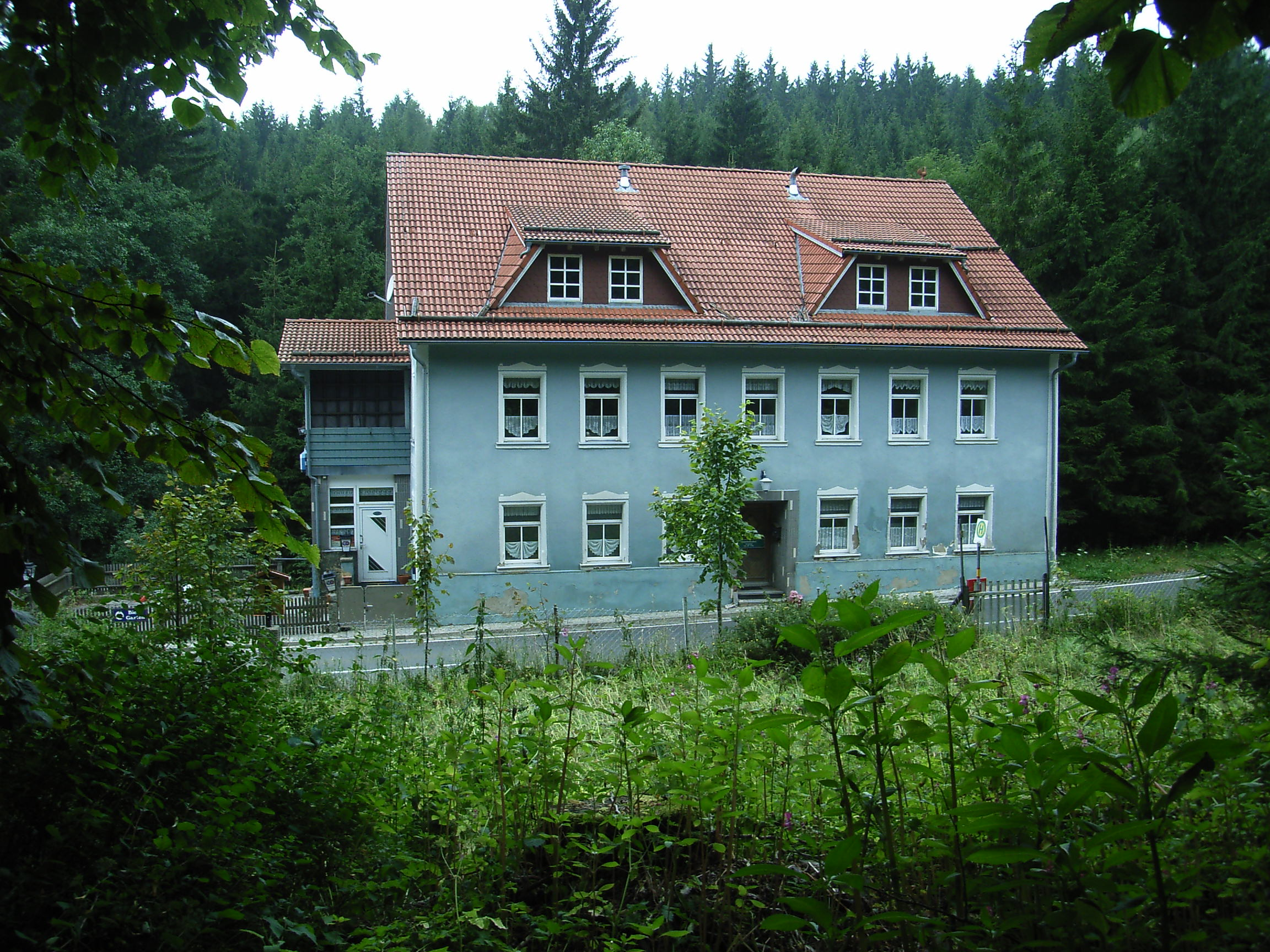
Rosenthal ehemaliges Verwaltungsgebäude
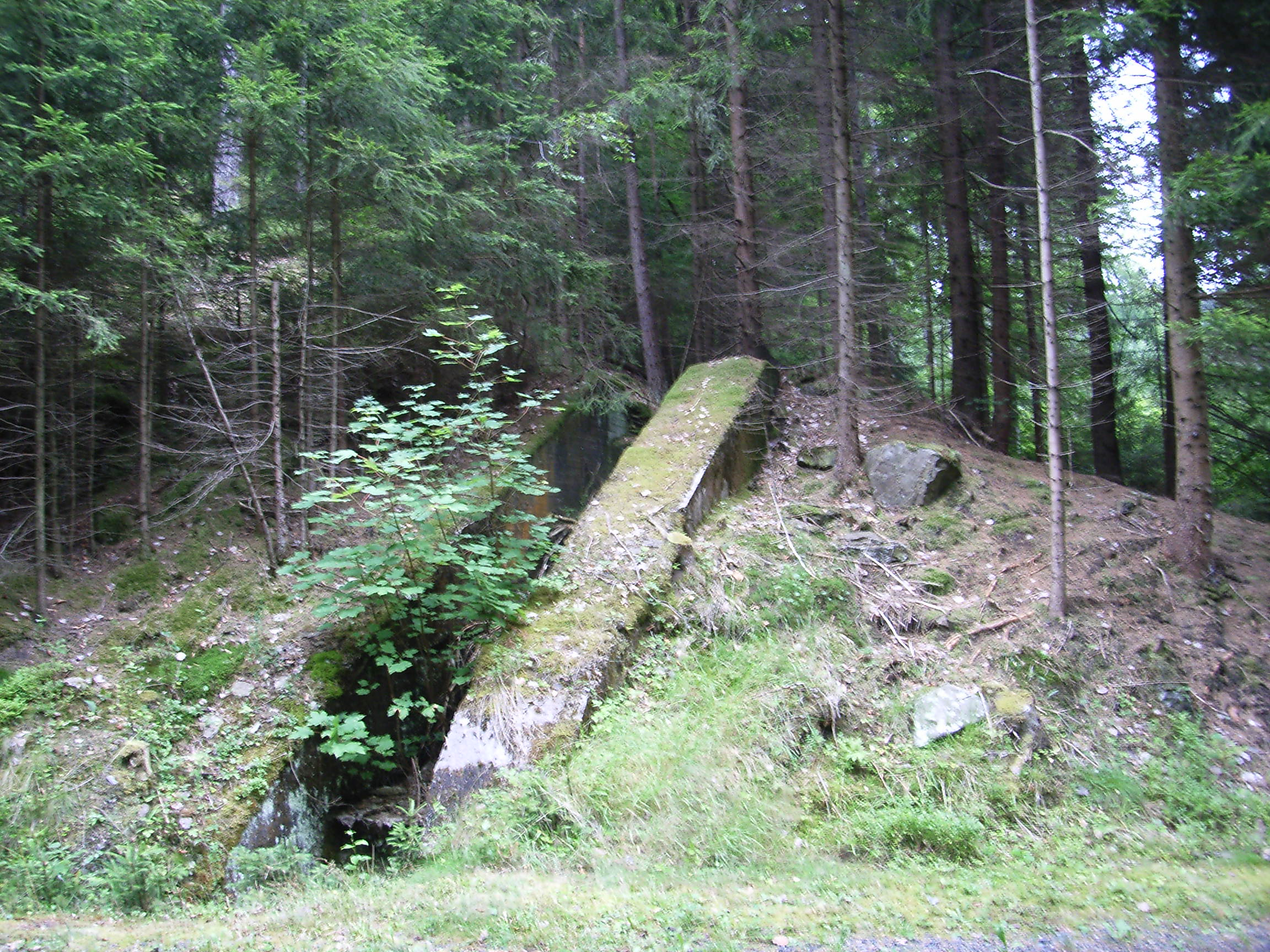
Rosenthal ehemaliger Werkskanal
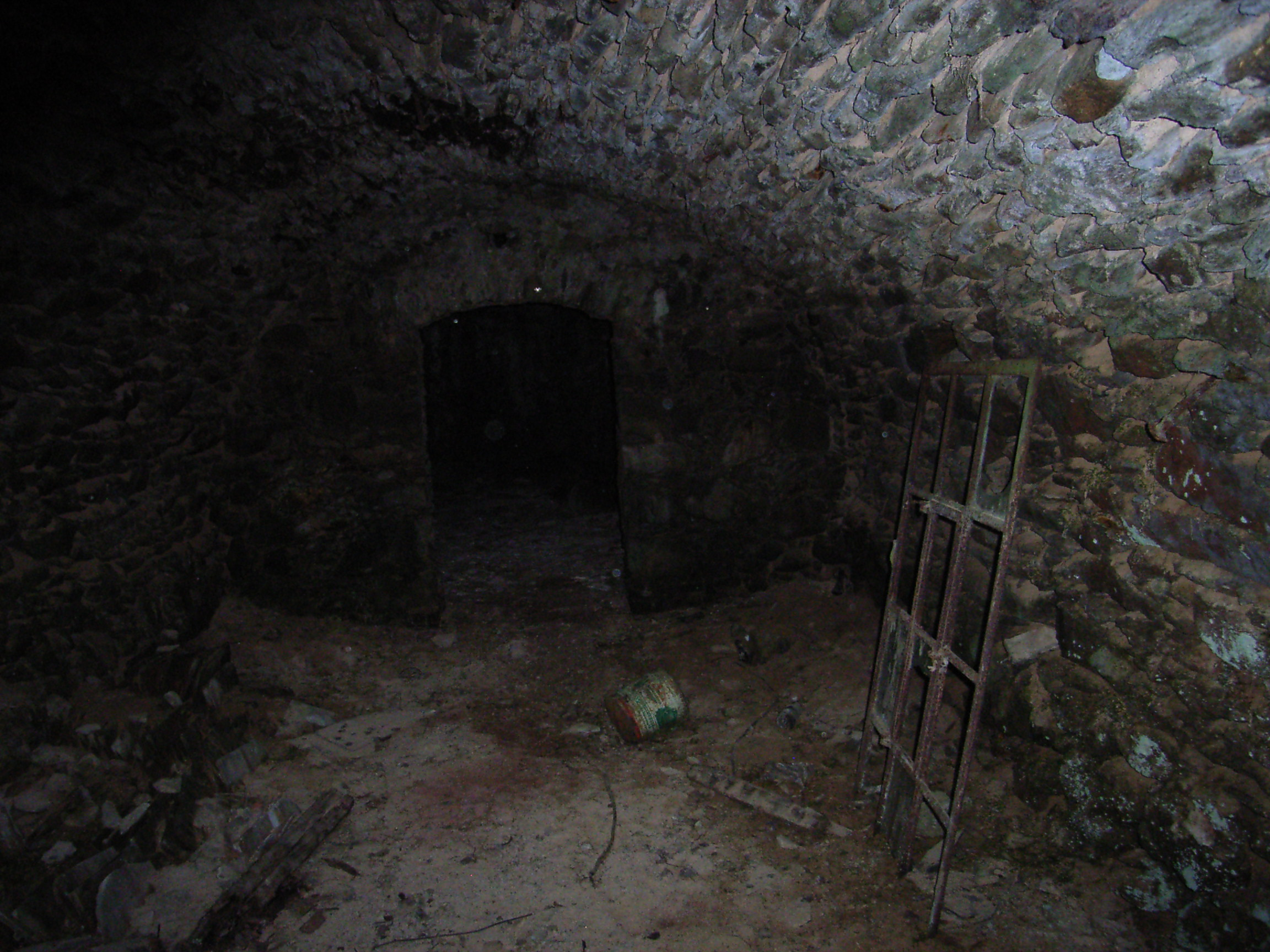
Rosenthal ehemalige Glasschleife Felsenkeller innen
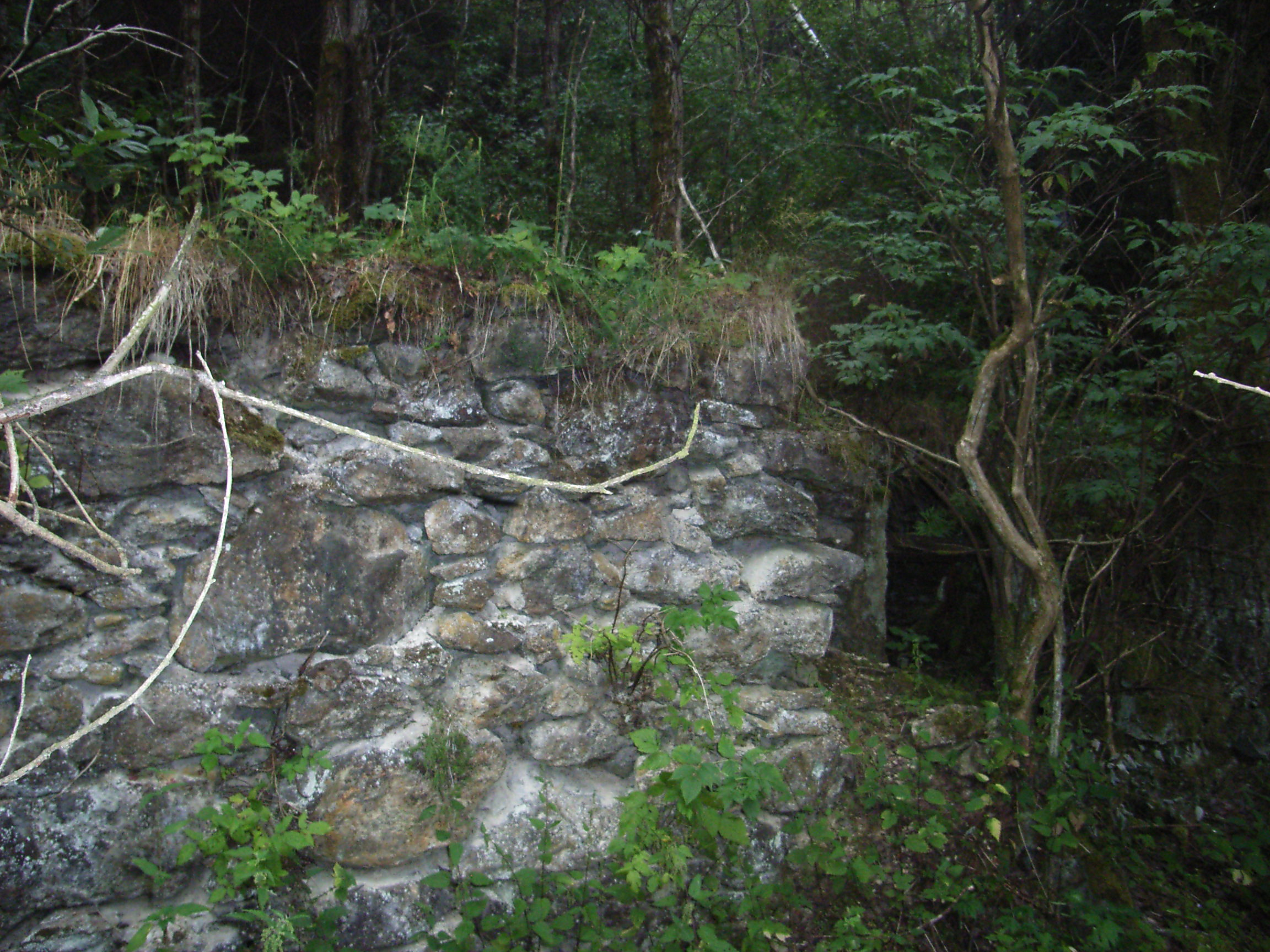
Rosenthal Ruinen einer ehemaligen Glasschleife